# Џонстон (Јужна Каролина)
Џонстон (енгл. Johnston) град је у америчкој савезној држави Јужна Каролина.

## Демографија
По попису из 2010. године број становника је 2.362, што је 26 (1,1%) становника више него 2000. године.
| Група             | 2000.         | 2010.         |
| Белци             | 834 (35,7%)   | 815 (34,5%)   |
| Афроамериканци    | 1.463 (62,6%) | 1.481 (62,7%) |
| Азијати           | 3 (0,1%)      | 4 (0,2%)      |
| Хиспаноамериканци | 31 (1,3%)     | 43 (1,8%)     |
| Укупно            | 2.336         | 2.362         |